# 滇南狸尾豆
滇南狸尾豆（学名：Uraria lacei）为豆科狸尾豆属下的一个种。